# Ananteris kayapo
Espèce
Ananteris kayapo est une espèce de scorpions de la famille des Ananteridae.

## Distribution
Cette espèce est endémique du Sud du Pará au Brésil.

## Systématique et taxinomie
Cette espèce a été décrite par Lourenço en 2022.

## Étymologie
Cette espèce est nommée en l'honneur des Kayapos.

## Publication originale
- Lourenço, 2022 : « Une nouvelle espece de Ananteris Thorell, 1891 des "Campos" du sud de l’état du Para, Bresil (Scorpiones: Buthidae). » Revista Iberica de Arachnologia, no 41, p. 63-74.